# Spirostreptus plicatulatus
Spirostreptus plicatulatus är en mångfotingart som beskrevs av Karsch 1881. Spirostreptus plicatulatus ingår i släktet Spirostreptus och familjen Spirostreptidae. Inga underarter finns listade i Catalogue of Life.